# جوزف موری
جوزف موری (انگلیسی: Joseph Murray؛ (زاده ۱ آوریل ۱۹۱۹ درگذشته ۲۶ نوامبر ۲۰۱۲) یک دانشمند در زمینه جراحی پلاستیک، جراحی زیبایی، و پیوند اندام اهل ایالات متحده آمریکا بود.